# Pazifische Taifunsaison 2012
Die Pazifische Taifunsaison 2012 ist ein andauerndes Wetterereignis, unter dem die sich während des gesamten Kalenderjahres bildenden tropischen Wirbelstürme zusammengefasst sind. Die meisten tropischen Wirbelstürme bilden sich im Pazifischen Ozean westlich der Datumsgrenze und nördlich des Äquators jedoch zwischen Mai und November. Solche tropischen Wirbelstürme nennt man Taifune. Die sich östlich des 180. Längengrades bildenden Stürme sind Gegenstand der Pazifischen Hurrikansaison 2012.
Innerhalb des nordwestlichen Pazifiks gibt es zwei meteorologische Organisationen, die den Stürmen Namen vergeben. Dies führt dazu, dass derselbe Sturm häufig zwei verschiedene Namen erhält. Die offizielle Bezeichnung durch die Japan Meteorological Agency (JMA) erhält ein tropischer Sturm, sobald er an einer beliebigen Stelle im nordwestlichen Pazifik andauernde zehnminütige Windgeschwindigkeiten von 35 Knoten (rund 65 km/h) erreicht. Die Philippine Atmospheric, Geophysical and Astronomical Services Administration (PAGASA) hingegen weist tropischen Tiefdruckgebieten Namen zu, die sich innerhalb des nationalen Verantwortungsbereiches bilden oder dorthin ziehen; dieser Verantwortungsbereich liegt grob umgrenzt zwischen 115° und 135° östlicher Länge und zwischen 5° und 25° nördlicher Breite. PAGASA weist auch dann einen lokalen Namen zu, wenn das System bereits durch die Japan Meteorological Agency benannt wurde. Tropische Tiefdruckgebiete, die vom US-amerikanischen Joint Typhoon Warning Center beobachtet werden, erhalten eine Nummer mit dem Suffix W.

## Stürme

### Tropische Depression
Am 1. Januar begann die JMA Warnungen zu einer schwachen tropischen Depression herauszugeben, die sich 75 km nordwestlich von Kuala Terengganu befand. Im Laufe des Tages zog die Depression langsam Richtung Südosten, bevor sie sich noch am selben Tag weit nordwestlich des Sultanats Brunei auflöste.
Am 13. Januar stufte die JMA ein Tiefdruckgebiet ostnordöstlich von Singapur zu einer tropischen Depression hoch, doch starke Windscherung führte dazu, dass sich das System am 14. Januar auflöste. In Malaysia verursachte das System einige Erdrutsche, sonst wurden allerdings keine wesentlichen Sachschäden im Zusammenhang mit dem Sturm gemeldet.

### Tropische Depression 01W
Am 15. Februar entstand südwestlich der Marianen eine tropische Störung. Am nächsten Tag driftete die Störung und zog Richtung Westen zu den Philippinen. Nachdem sie am 17. Februar in das Südchinesische Meer zog, wurde sie sowohl von der JMA als auch vom JTWC zu einer tropischen Depression aktualisiert und bekam die Identifikation 01W. Als am 18. Februar moderate vertikale Windscherung einsetzte, schwächte sich die Depression ein wenig ab. 01W blieb noch 2 Tage bestehen, bis am 21. Februar starke Windscherung einsetzte und sich das System in ein Resttief abschwächte. Später am selben Tag gingen die Reste von 01W über Vietnam an Land und lösten sich komplett auf.
Das Tiefdruckgebiet sorgte in Teilen der westlichen Philippinen für starke Regenfälle und Überschwemmungen. Mindestens 2 Menschen wurden getötet und eine Person als vermisst gemeldet. Drei Häuser wurden zerstört und fünf andere beschädigt.

### Tropischer Sturm Pakhar
Am 17. März bildete sich eine tropische Störung nordwestlich von Palau. Zu diesem Zeitpunkt befand sich die Störung in einem Gebiet moderater vertikaler Windscherung und ungünstigen Wasseroberflächentemperaturen. Aufgrund eines Hochdruckgebiets, das sich nordöstlich der Störung befand, war das System gezwungen Richtung Westen zu ziehen. Im Laufe der nächsten Tage zog die Störung langsam über Visayas und Palawan, bis die JMA sie am 24. März zu einem tropischen Tiefdruckgebiet aktualisierte. Am nächsten Tag stufte die JMA das Tiefdruckgebiet jedoch zu einer Störung zurück, da seine äußeren Regenbänder sowie sein Zirkulationszentrum zusammenbrachen. Aufgrund der niedrigen Windscherung und sehr günstiger Wasseroberflächentemperaturen wurde die Störung am nächsten Tag im Südchinesischen Meer bereits wieder zu einem tropischen Tiefdruckgebiet aktualisiert. Diese Bedingungen ließen das Tiefdruckgebiet rasch weiter verstärken, sodass es sich am 29. März in einen tropischen Sturm verstärkte und den Namen Pakhar bekam. Früh am 30. März stufte das JTWC Pakhar zu einem Kategorie-1-Taifun hoch, da der Sturm bereits ein Auge zu bilden begann. Wegen kalter Wasseroberflächentemperaturen nahe dem Festland stufte das JTWC Pakhar früh am 31. März zu einem tropischen Sturm herab. Am folgenden Tag macht der Sturm Landfall über Vũng Tàu, Vietnam und begann sich abzuschwächen. Früh am 2. April stufte die JMA Pakhar zu einem tropischen Tiefdruckgebiet herab. Die Reste des Sturms zogen in den nächsten Tagen über Vietnam, Kambodscha und Laos. Am 5. April löste sich Pakhar vollständig auf.

### Tropische Depression
Am 4. April entwickelte sich ein Cluster von Gewittern nordwestlich von Hawaii zu einem Tiefdruckgebiet, als es langsam Richtung Südwesten driftete. Am 6. April war das System einem großen Bereich vertikaler Windscherung ausgesetzt, als es weiter nach Westen zog. Später zeigte das System subtropische Eigenschaften und es verstärkte sich wieder. Am 8. April überquerte das Tiefdruckgebiet die Internationale Datumsgrenze und zog in den Nordwestpazifik. Daraufhin aktualisierte die JMA das System zu einer tropischen Depression. Zwei Tage später, am 10. April verursachte Windscherung die Abschwächung des Tiefdruckgebiets. Spät am nächsten Tag wurde das System von einer Kaltfront nordöstlich von Wake Island absorbiert.
Am 23. April entstand südöstlich von Palau eine tropische Störung. Das System begann langsam nach Westen zu ziehen und sich zu verstärken. Am 28. April organisierte es sich in der Nähe von Mindanao immer mehr und die JMA stufte das System zu einer tropischen Depression hoch. Am 30. April erreichte der Sturm Mindanao und sorgte für sintflutartigen Regen und starken Wind. Im Laufe dieses Tages zog das Tiefdruckgebiet weiter ins Land hinein und schwächte sich zu einem Gebiet niedrigen Luftdruckes ab. Am 1. Mai löste sich das System komplett auf.

### Schwerer Tropischer Sturm Sanvu
Am 20. Mai berichtete die JMA, dass sich 525 km südöstlich von Guam eine tropische Depression gebildet hatte. Im Laufe des 21. Mai aktualisierte das JTWC das System ebenfalls zu einer tropischen Depression. Früh am 22. Mai stufte die JMA die Depression zu einem tropischen Sturm herauf und vergab den Namen Sanvu. Als Sanvu spät am 23. Mai begann ein Auge zu entwickeln, aktualisierte das JTWC den Sturm zu einem Taifun der Kategorie 1. Nachdem die JMA Sanvu spät am 24. Mai zu einem schweren tropischen Sturm hochstufte, zog sein Auge am 25. Mai direkt über Iwo Jima hinweg. Am 26. Mai sorgte starke vertikale Windscherung für eine rasante Abschwächung Sanvus und sein Auge löste sich auf. Daraufhin stufte das JTWC den Taifun spät am 26. Mai zu einem tropischen Sturm herab. Die JMA folgte am 27. Mai mit der Abstufung zu einem außertropischen Tief. Die Reste von Sanvu lösten sich am 30. Mai vollständig auf.

### Taifun Mawar (Ambo)
Am 29. Mai bildete sich nordwestlich von Palau eine tropische Störung. Am 30. Mai begann die Störung Richtung Nordwesten zu ziehen und sich langsam zu verstärken. Als sich am nächsten Tag die Konvektion des Systems stark organisierte, veröffentlichte das JTWC einen Tropical Cyclone Formation Alert. Später am 31. Mai aktualisierten sowohl PAGASA als auch das JTWC die Störung zu einer tropischen Depression. Darum vergab PAGASA den lokalen Namen Ambo. Die Depression führte ihre Intensivierung fort und verstärkte sich am 1. Juni in einen tropischen Sturm, der den internationalen Namen Mawar erhielt. Als sich am 2. Juni Mawars Konvektion weiter organisierte, stufte die JMA den Sturm zu einem schweren tropischen Sturm hoch. Das JTWC folgte kurz darauf und aktualisierte Mawar zu einem Kategorie-1-Taifun. Am 3. Juni stufte die JMA den Sturm zu einem Taifun hoch. Das JTWC folgte später am selben Tag und aktualisierte Mawar zu einem Taifun der Kategorie 2. Früh am 4. Juni erreichte Mawar seinen Höhepunkt mit andauernden Windgeschwindigkeiten von 185 km/h als ein Kategorie-3-Taifun. Diesen Status konnte Mawar allerdings nur kurz halten, denn nur 6 Stunden später war er nur noch ein Kategorie-2-Taifun. Grund dafür war starke vertikale Windscherung. Am 5. Juni hatte sich Mawar soweit abgeschwächt, sodass er nur noch ein schwerer tropischer Sturm war. Einen Tag später wurde der Sturm vollständig außertropisch.

### Taifun Guchol (Butchoy)
Spät am 7. Juni entstand südsüdöstlich von Pohnpei eine tropische Störung. Die Störung wurde am 10. Juni von der JMA als tropische Depression klassifiziert und nur einen Tag darauf zum tropischen Sturm Guchol hochgestuft. Guchol intensivierte sich früh am 14. Juni zu einem schweren tropischen Sturm und erhielt von PAGASA den lokalen Namen Butchoy, als das System in den philippinischen Verantwortungsbereich zog. Später am 14. Juni stufte das JTWC Guchol zu einem Kategorie-1-Taifun hoch. Am 15. Juni organisierte sich Guchol weiter, und das JTWC stufte das System zu einem Kategorie-2-Taifun herauf. Früh am nächsten Tag erreichte Guchol auch nach den Kriterien der JMA die Stärke eines Taifuns. Guchol intensivierte sich weiter, zunächst zu einem Kategorie-3-Taifun und dann zu einem Kategorie-4-Taifun der von den Meteorologen der US-Navy verwendeten, für den westlichen Nordpazifik inoffiziellen Saffir-Simpson-Skala. Guchol wurde später sogar zu einem Supertaifun. Am 18. Juni verursachte vertikale Windscherung eine Abschwächung Guchols zu einem Kategorie-3-Taifun, wenig später auch zu einem Kategorie-2-Taifun. Als sich Guchol immer weiter Richtung Norden bewegte und schließlich über der Kii-Halbinsel, Japan an Land geht, schwächte sich der Taifun in einen schweren tropischen Sturm ab. Am Morgen des 20. Juni wurde Guchol außertropisch.

### Schwerer Tropischer Sturm Talim (Carina)
Am 13. Juni entstand über dem Südchinesischen Meer ein Monsuntrog. Einen Tag später formte sich ein Gebiet tiefen Luftdruckes innerhalb dieses Monsuntroges. Das Gebiet befand sich zu diesem Zeitpunkt östlich von Hainan, China. Am 16. Juni begann das System sich von dem Monsuntrog zu trennen und die JMA aktualisierte das Gebiet zu einem tropischen Tiefdruckgebiet. Einen Tag später befand sich das Tiefdruckgebiet 470 km entfernt von Hongkong. Spät am 17. Juni verstärkte sich das Tiefdruckgebiet zu einem tropischen Sturm und erhielt den Namen Talim. Am folgenden Tag blieb Talim fast stationär östlich von Hainan. Am 19. Juni stufte die JMA den Sturm zu einem Schweren tropischen Sturm hoch. Einen Tag später, am 20. Juni wurde Talim von der JMA zu einem tropischen Sturm heruntergestuft. Gleichzeitig zog der Sturm in den philippinischen Verantwortungsbereich und PAGASA vergab den lokalen Namen Carina, den er aber kurz darauf auch schon wieder verließ. Als der Sturm später an diesem Tag in die Formosastraße zog, stufte die JMA Talim zu einer tropischen Depression herunter. Am späten Abend des 20. Juni wurde das System schließlich wieder von dem Monsuntrog absorbiert, aus dem es geschaffen wurde.

### Tropischer Sturm Doksuri (Dindo)
Am 21. Juni entstand östlich der Yap-Inseln eine tropische Störung, die sich früh am 25. Juni nördlich von Palau zu einer tropischen Depression verstärkte. Da die tropische Depression am nächsten Tag in den philippinischen Verantwortungsbereich zog, vergab PAGASA den lokalen Namen Dindo. Später am 26. Juni stufte die JMA die Depression zu einem tropischen Sturm hoch, der den Namen Doksuri erhielt. Kurz darauf aktualisierte das JTWC Doksuri ebenfalls zu einem tropischen Sturm. Am folgenden Tag war Doksuris Zirkulation moderater Windscherung ausgesetzt. Dies führte dazu, dass das JTWC Doksuri am 28. Juni zu einer tropischen Depression herunterstufte. Am 29. Juni konnte sich Doksuri jedoch wieder zu einem tropischen Sturm verstärken. Zu diesem Zeitpunkt befand sich der Sturm 100 km entfernt von Hongkong. Später am selben Tag geht der Sturm über Zhuhai in der Provinz Guangdong, China an Land. Früh am 30. Juni stufte die JMA Doksuri zu einer tropischen Depression herunter, da der Sturm immer weiter ins Festland zog.

### Tropische Depression
Am 26. Juni entstand südöstlich des Chuuk-Atolls eine tropische Störung. Spät am 28. Juni veröffentlichte das JTWC einen Tropical Cyclone Formation Alert zu dem System, stornierte diesen aber 2 Tage später. Am 30. Juni aktualisierte die JMA die Störung zu einer tropischen Depression, stufte diese aber später am selben Tag wieder zu einer tropischen Störung herab. Am 2. Juli überquerte die Störung die Bicol-Region und später auch die Region Luzon-Manila. Zwei Tage später, am 4. Juli, veröffentlichte das JTWC erneut einen Tropical Cyclone Formation Alert zu dem System, als es das Südchinesische Meer erreichte. Als das System sich aber immer mehr abschwächte, stornierte das JTWC den Tropical Cyclone Formation Alert erneut. Am selben Tag degenerierte die Störung zu einem Resttief.

### Schwerer Tropischer Sturm Khanun (Enteng)
Spät am 12. Juli bildete sich ein großer Cluster von Gewittern mit einem schwachen Tiefdruckgebiet nordwestlich von Guam. Am nächsten Tag begann das Tiefdruckgebiet Konvektion zu zeigen und sich zu organisieren, sodass die JMA es spät am 14. Juli zu einem tropischen Tiefdruckgebiet heraufstufte. Am 16. Juli stufte die JMA das System zu einem tropischen Sturm herauf und nannte es Khanun. Später am selben Tag stufte das JTWC Khanun ebenfalls zu einem tropischen Sturm herauf und PAGASA nannte ihn Enteng, da der Sturm in den nordöstlichen Bereich des philippinischen Verantwortungsbereichs zog. Spät am 17. Juli aktualisierte die JMA Khanun zu einem schweren tropischen Sturm mit Windgeschwindigkeiten von 95 km/h, als das Zentrum des Sturms direkt über Okino Erabu Shima zog. Am nächsten Tag stufte die JMA das System allerdings wieder zu einem tropischen Sturm herab, kurz bevor Khanun Jeju-do erreichte. Khanun machte Landfall über Mokpo, Südkorea und schwächte sich darum früh am 19. Juli in der Nähe der demilitarisierten Zone zu einer tropischen Depression ab. Später wurde Khanun außertropisch.

### Taifun Vicente (Ferdie)
In einem Bereich von Konvektion, aus dem Khanun bereits am 14. Juli entstand, formte sich eine weitere tropische Depression, die am 18. Juli von der JMA aktualisiert wurde. Am 20. Juli gab das JTWC einen Tropical Cyclone Formation Alert zu dem System aus. Als die Depression bald in den philippinischen Verantwortungsbereich zog, nannte PAGASA sie Ferdie. Spät am selben Tag stufte das JTWC das System ebenfalls als eine tropische Depression hoch. Nachdem Ferdie am 21. Juli in das Südchinesische Meer zog, aktualisierte die JMA sowie auch später das JTWC das System als tropischen Sturm und die JMA vergab den internationalen Namen Vicente. Am 23. Juli wurde Vicente durch schwache vertikale Windscherung und hohe Wasseroberflächentemperaturen von der JMA zu einem Taifun hochgestuft. Das JTWC aktualisierte Vicente zu einem Kategorie-4-Taifun, damit erlebte Vicente eine der rapidesten Intensivierungen im Nordwestpazifik. Um 16.45 Uhr UTC gab das HKO das Signal No. 10 aus, das erste seit Taifun York im Jahr 1999. Später traf der Taifun auf Land über Taishan, Guangdong, China. Da der Sturm jetzt über Land war, wurde Vicente von der JMA zu einem schweren tropischen Sturm und seitens des JTWC zu einem Kategorie-3-Taifun herabgestuft. Später am selben Tag wanderte Vicente immer weiter ins Landesinnere, wobei sich das System zuerst in einen tropischen Sturm und schließlich auch in eine tropische Depression abschwächte. Am 26. Juli zog Vicente über Burma hinweg und somit auch aus dem Verantwortungsbereich der JMA heraus.
In Hongkong, das der Taifun in den frühen Morgenstunden des 24. Juli 2012 erreichte, wurden mindestens 129 Menschen verletzt. Obwohl zwischenzeitlich „Vicente“ als Tropensturm heruntergestuft wurde, waren über 40.000 Menschen auf dem chinesischen Festland aufgefordert, ihre Häuser zu verlassen.

### Taifun Saola (Gener)
Am 22. Juli entstand ostnordöstlich von Palau eine tropische Störung, die von der JMA spät am 26. Juli als tropische Depression klassifiziert wurde. Am nächsten Tag rief das JTWC einen Tropical Cyclone Formation Alert zu dem System aus. Früh am 28. Juli stufte das JTWC das System als tropisches Tiefdruckgebiet ein, während die JMA das System zum tropischen Sturm hochstufte und den internationalen Namen Saola vergab. Am selben Tag zog Saola in den philippinischen Verantwortungsbereich und bekam von PAGASA den lokalen Namen Gener. Nachdem PAGASA den Namen vergeben hatte, stufte auch das JTWC Saola zu einem tropischen Sturm hoch. Früh am 29. Juli aktualisierte die JMA Saola zu einem schweren tropischen Sturm. Die Meteorologen des JTWCs stuften Saloa einen Tag zu einem Taifun der Kategorie 1 herauf, da der Sturm begann, ein Auge zu entwickeln. Nach einer vorübergehenden Abschwächung zu einem tropischen Sturm intensivierte sich Saloa erneut und erreichte auch nach Kriterien der JMA Taifunstärke. Taifun Saloa intensivierte sich noch in einem Kategorie-2-Taifun, bevor er am 1. August um 19:20 Uhr UTC in Hualien über das Land der Insel Taiwan gelangte. Spät am 2. August stufte die JMA den Taifun zu einem schweren tropischen Sturm herunter, bevor er das zweite Mal um 22:50 Uhr UTC in Fuding, Fujian, China über Land geht. Am nächsten Morgen stufte die JMA Saola zu einer tropischen Depression herab, da das JTWC bereits seine letzte Warnung zu Saola herausgab. Am 4. August löst sich Saola über dem chinesischen Festland auf.

### Taifun Damrey
Am 26. Juli bildete sich eine tropische Störung südwestlich von Minami-Torishima. Am nächsten Tag stufte die JMA die Störung zu einer tropischen Depression herauf und das JTWC stellte einen Tropical Cyclone Formation Alert zu dem System aus. Noch am selben Tag aktualisierte die JMA die Depression zu einem tropischen Sturm und nannte diesen Damrey. Kurz darauf folgte das JTWC und aktualisierte Damrey zu einer tropischen Depression. Am nächsten Tag stufte das JTWC das System ebenfalls zu einem tropischen Sturm herauf. Spät am 30. Juli aktualisierte die JMA Damrey zu einem schweren tropischen Sturm, da Damrey begann Konvektion um seine Zirkulation zu bilden. Am 1. August stufte das JTWC Damrey zu einem Taifun der Kategorie 1 hoch. In den frühen Morgenstunden dieses Tages streifte Damrey Kyūshū und löste moderate Überschwemmungen aus. Am 2. August erreichte der Sturm seine höchste Intensität als ein Taifun und zeigte ein gut gebildetes Auge. Als Damrey am selben Tag in das Gelbe Meer zog, begann er eine ringförmige Struktur zu bilden. Kurz darauf geht Damrey in Xiangshui in der Provinz Jiangsu, China über Land. Später am 2. August stufte das JTWC den Taifun zu einem tropischen Sturm herab und gab seine letzte Warnung zu Damrey aus. Die JMA folgte früh am nächsten Tag und stufte Damrey zu einem schweren tropischen Sturm herab. Am 4. August löst sich Damrey vollständig über dem chinesischen Festland auf.

### Taifun Haikui
Am 31. Juli bildete sich südöstlich von Iwo Jima eine tropische Störung. Am nächsten Tag aktualisierte die JMA die Störung zu einer tropischen Depression und begann sie zu beobachten. Das JTWC gab am 2. August einen Tropical Cyclone Formation Alert zu dem System aus und stufte es am selben Abend zu einem tropischen Tiefdruckgebiet herauf. Früh am nächsten Tag aktualisierte die JMA es zu einem tropischen Sturm, der nach dem chinesischen Wort für Seeanemone den Namen Haikui, erhielt. Früh am 4. August aktualisierte das JTWC Haikui ebenfalls zu einem tropischen Sturm. Als sich Haikui am 5. August nordnordöstlich von den Okinawa-Inseln befand, stufte die JMA das System zu einem Schweren tropischen Sturm hoch. Als Haikui spät am 6. August ein gut definiertes Auge zeigte, stufte das JTWC den Sturm zu einem Kategorie-1-Taifun hoch. Nur einen Tag später aktualisierte auch die JMA Haikui zu einem Taifun. Später am selben Tag ging der Sturm mit seiner höchsten Intensität in der Provinz Zhejiang, China an Land. Während das JTWC am nächsten Morgen seine letzte Warnung zu Haikui herausgab, stufte die JMA den Taifun zu einem schweren tropischen Sturm herab. Als Haikui im Tagesverlauf immer weiter ins Land zog, schwächte er sich weiter zu einem tropischen Sturm ab. Über Land schwächte sich der Sturm schließlich auch zu einer tropischen Depression ab und löste sich früh am 11. August auf.
In Shanghai, wo von den Behörden 400.000 Einwohner evakuiert worden waren, kamen zwei Menschen ums Leben, die von herabfallenden Trümmern getroffen wurden. In der Provinz Zhejiang wurden 1,5 Millionen Menschen evakuiert. Der dortige angerichtete wirtschaftliche Schaden durch Haikui wird auf etwa 635 Millionen Euro geschätzt.

### Schwerer Tropischer Sturm Kirogi
Am 3. August meldete die JMA, dass sich innerhalb eines Monsuntroges eine tropische Depression gebildet hatte. Zu diesem Zeitpunkt befand sie sich 735 km nordwestlich von Wake Island. Am folgenden Tag veröffentlichte das JTWC einen Tropical Cyclone Formation Alert zu dem System und bezeichnete dieses als subtropisch. Später am selben Tag aktualisierte das JTWC es ebenfalls als tropische Depression. Nach der Heraufstufung zu einer tropischen Depression aktualisierte das JTWC das System am 5. August zu einem tropischen Sturm. Früh am 6. August berichtete die JMA jedoch, dass das System außertropisch wurde. Zwei Tage später, am 8. August, meldete die JMA eine Regenerierung in einen tropischen Sturm und nannte diesen Kirogi. Früh am 9. August stufte das JTWC Kirogi zu einer tropischen Depression herab. Später am selben Tag tat die JMA jedoch genau das Gegenteil und aktualisierte Kirogi in einem Schweren tropischen Sturm. Deshalb stufte das JTWC das System erneut zu einem tropischen Sturm herauf. Am Abend dieses Tages gab das JTWC die letzte Warnung zu Kirogi heraus. Die JMA schrieb allerdings weiterhin Warnungen zu Kirogi aus und verzeichnete am 10. August einen Landgang über den südlichen Kurilen, bevor der Sturm später am selben Tag auch für die JMA außertropisch wurde.

### Tropische Depression
Am 5. August entstand ostsüdöstlich der Midwayinseln ein nicht-tropisches Tiefdruckgebiet. Nachdem das Tiefdruckgebiet am 7. August die Internationale Datumsgrenze überquerte und in den Nordwestpazifik zog, meldete die JMA das System früh am 9. August als tropische Depression. Am 11. August zog die tropische Depression allerdings in den Zentralpazifik zurück und verließ so den Verantwortungsbereich der JMA.

### Taifun Kai-tak (Helen)
Spät am 10. August entstand westlich von Guam eine tropische Störung. Früh am nächsten Tag gab das JTWC einen Tropical Cyclone Formation Alert zu dem System aus und die JMA aktualisierte sie zu einer tropischen Depression. Am 12. August stufte auch PAGASA das System zu einer tropischen Depression herauf und vergab den lokalen Namen Helen. Später am selben Tag aktualisierte das JTWC sie als tropisches Tiefdruckgebiet 14W. Am nächsten Morgen stuften sowohl die JMA, als auch das JTWC die Depression zu einem tropischen Sturm hoch. Die JMA vergab den internationalen Namen Kai-tak. Um 17:00 Uhr UTC am 14. August geht Kai-tak in der Provinz Cagayan auf den Philippinen über Land. Als Kai-tak nach seinem Landgang in das Südchinesische Meer zog und wieder auf warme Gewässer traf, aktualisierte die JMA das System zu einem Schweren tropischen Sturm. Daraufhin folgte das JTWC und stufte Kai-tak am Abend des 15. August zu einem Kategorie-1-Taifun hoch. Früh am 17. August aktualisierte auch die JMA Kai-tak zu einem Taifun, bevor dieser um 4:30 Uhr UTC in Zhanjiang in der Provinz Guangdong, China ein zweites Mal an Land geht. Da Kai-tak jetzt über Land war, stufte die JMA den Taifun zu einem schweren tropischen Sturm herab. Als Kai-tak immer weiter ins Festland zog, stufte die JMA den Sturm zu einem Gebiet niedrigen Luftdruckes herab.

### Taifun Tembin (Igme)
Am 16. August entstand südöstlich von Taiwan eine tropische Störung. Am nächsten Tag aktualisierte die JMA die Störung zu einer tropischen Depression. Spät am 18. August veröffentlichte das JTWC einen Tropical Cyclone Formation Alert zu dem System. Früh am 19. August stufte die JMA die Depression zu einem tropischen Sturm hoch und nannte diesen Tembin. Das JTWC aktualisierte Tembin später am selben Tag zu einer tropischen Depression. Kurz nachdem dies geschah aktualisierte auch PAGASA das System zu einer tropischen Depression und vergab den lokalen Namen Igme. Am 20. August startete Tembin aufgrund sehr günstiger Bedingungen eine rapide Intensivierung. Sofort aktualisierten sowohl die JMA als auch das JTWC den Sturm zu einem Taifun. Am selben Tag wurde Tembin um 0 Uhr zu einem Kategorie-1-Taifun, um 6 Uhr zu einem Kategorie-2-Taifun und um 12 Uhr zu einem Taifun der Kategorie 3. Der Taifun erreichte seinen vorläufigen Höhepunkt um 18 Uhr am 20. August mit Höchstgeschwindigkeiten von rund 215 km/h und einem minimalen Luftdruck von 950 hPa als ein Kategorie-4-Taifun. Im Laufe des folgenden Tages schwächte sich Tembin wieder in einen Taifun der Kategorie 3 ab. Als sich der Taifun am 22. August einer zyklischen Eyewall-Neubildung unterzog, schwächte er sich zunächst in einen Kategorie-2-Taifun und später auch zu einem Taifun der Kategorie 1 ab. Am 23. August konnte Tembin sich aber wieder rapide zu einem Kategorie-3-Taifun zurückintensivieren und ging um 21.00 Uhr UTC über dem äußersten Süden Taiwans an Land. Zwei Stunden nach dem Landgang erreichte Tembin die Formosastraße, wo die JMA den Taifun früh am 24. August zu einem Schweren tropischen Sturm herunterstufte. Das JTWC folgte und stufte Tembin zu einem tropischen Sturm herab. Als der Sturm am selben Tag in das Südchinesische Meer zog und wieder eine Zirkulation aufbaute, aktualisierte das JTWC Tembin zu einem Kategorie-1-Taifun. Nachdem die JMA dies spät am 25. August auch tat, sah das JTWC Tembin am frühen Morgen des 26. August als einen Kategorie-2-Taifun. Sechs Stunden nach der Heraufstufung zu einem Kategorie-2-Taifun aktualisierte das JTWC Tembin wieder zu einem Taifun der Kategorie 3. Nachdem der Taifun an der Ostküste Taiwans entlanggezogen war, schwächte er sich am 28. August in einen schweren tropischen Sturm ab. Auch das JTWC stufte Tembin in einen tropischen Sturm ab. Am 30. August ging Tembin über Südkorea an Land und wurde durch die kühleren Gewässer rasch außertropisch.

### Taifun Bolaven (Julian)
Spät am 17. August entstand eine tropische Störung südwestlich von Guam. Am 19. August aktualisierte die JMA die Störung zu einer tropischen Depression, während das JTWC einen Tropical Cyclone Formation Alert zu dem System veröffentlichte. Am nächsten Tag aktualisierten sowohl die JMA als auch das JTWC die Depression zu einem tropischen Sturm. Die JMA vergab daraufhin den Namen Bolaven. Früh am 21. August aktualisierte die JMA Bolaven zu einem Schweren tropischen Sturm. Während die JMA Bolaven später am selben Tag zu einem Taifun hochstufte, aktualisierte das JTWC den Sturm zu einem Kategorie-1-Taifun. Im Verlauf der nächsten Tage verstärkte sich Bolaven rapide und entwickelte am 24. August ein gut definiertes Auge. Das veranlasste das JTWC dazu, Bolaven in einen Kategorie-4-Taifun hochzustufen. Als der Taifun später in den philippinischen Verantwortungsbereich zog, vergab PAGASA den lokalen Namen Julian. Nachdem Bolaven seinen Höhepunkt erreicht hatte und am 26. August über die Präfektur Okinawa zog, schwächte sich der Taifun in einen Taifun der Kategorie 3 ab. Am folgenden Tag änderte Bolaven seinen Kurs und zog fortan Richtung Norden-Nordwesten in das Gelbe Meer. Dabei schwächte sich Bolaven rasch in einen tropischen Sturm ab und ging am 28. August über Nordkorea an Land. Am 29. August wurde Bolaven über China außertropisch. Anfang September löste sich Bolaven nördlich der Andreanof Islands vollständig auf.

### Tropische Depression
Am 23. August entstand südsüdwestlich von Jeju-do, Südkorea eine tropische Störung. Am selben Tag aktualisierte die JMA die Störung zu einer tropischen Depression. Zwei Tage später geht sie über Nordkorea an Land und löst sich auf.

### Taifun Sanba (Karen)
Am 8. September formte sich südlich von Guam eine tropische Störung. Als das System sich nach Westen bewegte und sich immer mehr organisierte, stufte die JMA es am 10. September in der Nähe von Palau zu einer tropischen Depression herauf. Später am selben Tag veröffentlichte das JTWC einen Tropical Cyclone Formation Alert zu dem System. Die Depression zog weiter in Richtung Westen und das JTWC veröffentlichte Warnungen zu der tropischen Depression. Als das System am 11. September in den philippinischen Verantwortungsbereich zog, vergab PAGASA den für dort geltenden Namen Karen. Zum selben Zeitpunkt stufte die JMA die Depression zu einem tropischen Sturm herauf und nannte diesen Sanba. Als Sanba am 12. September ein schwaches Auge bildete, stufte das JTWC den Sturm zu einem Taifun der Kategorie 1 hoch. Kurz darauf aktualisierte die JMA Sanba zu einem Schweren tropischen Sturm. Spät am 12. September begann Sanba sich rapide zu intensivieren und die JMA stufte den Sturm zu einem Taifun hoch. Am folgenden Tag berichtete das JTWC, dass sich Sanba in einen Kategorie-2-Taifun verstärkt hatte, als der Taifun begann ein gut definiertes Auge zu bilden. Später am selben Tag setzte Sanba seine explosive Intensivierung fort und verstärkte sich zu einem Kategorie-4-Taifun. Später am 13. September berichtete das JTWC, dass sich Sanba in einen Supertaifun der Kategorie 5 verstärkt habe, dem stärksten seit Megi aus dem Jahr 2010. Am 15. September begann sich Sanba in einen Kategorie-3-Taifun abzuschwächen und das gut definierte Auge verschwand wegen einer Zyklischen Eyewall-Neubildung. Am 17. September um 1:00 Uhr UTC geht Sanba über Südkorea an Land und schwächte sich daraufhin rasch in einen tropischen Sturm ab, bevor es seinen zweiten Landgang über Südostrussland machte und früh am 18. September außertropisch wurde.

### Tropische Depression
Ein ursprüngliches Höhentief trennte sich spät am 9. September in zwei kleine tropische Störungen auf. Am folgenden Tag aktualisierte die JMA eine der Störungen, die sich südöstlich von Tokio befand, zu einer tropischen Depression. Am selben Tag begann sie sich mit der anderen Störung südlich des Systems zu interagieren. Am 11. September war die Zirkulation der Depression der Nähe zu der Störung ausgesetzt, ehe sie sie früh am 12. September komplett absorbierte. Später am selben Tag erreichte die Depression ihren Höhepunkt. Am nächsten Tag löste sich allerdings die Zirkulation des Systems auf und Windscherung setzte ein. Darum kam es dazu, dass die Depression später am 13. September außertropisch wurde.

### Taifun Jelawat (Lawin)
Spät am 17. September entstand eine tropische Störung östlich von Guam. Früh am 20. September aktualisierte die JMA die Störung zu einer tropischen Depression herauf. Kurz danach veröffentlichte das JTWC einen Tropical Cyclone Formation Alert zu dem System. Acht Stunden später aktualisierte auch PAGASA das System zu einer tropischen Depression und vergab den lokalen Namen Lawin, bevor das JTWC das System nun auch als tropische Depression heraufstufte. In der Nacht zum 21. September aktualisierte die JMA die Depression zu einem tropischen Sturm und nannte diesen Jelawat. Dasselbe tat das JTWC. Am Nachmittag desselben Tages stufte die JMA Jelawat zu einem schweren tropischen Sturm herauf. Früh am 23. September aktualisierten sowohl die JMA als auch das JTWC Jelawat zu einem Taifun, als der Sturm eine explosive Entwicklung begann. Dabei verstärkte sich Jelawat von einem Taifun der Kategorie 1 in einen Taifun der Kategorie 4. Am 24. September stufte das JTWC den Supertaifun zu einem Taifun der Kategorie 4 herab, da Jelawat eine Zyklische Eyewall-Neubildung begann. Als der Taifun sich dieser unterzogen hatte, konnte er sich laut dem JTWC früh am 25. September zu einem Kategorie-5-Taifun verstärken. Am folgenden Tag stufte das JTWC Jelawat zu einem Supertaifun der Kategorie 4 herab, als er eine Zyklische Eyewall-Neubildung startete. Am 27. September berichtet das U.S. Navy’s Joint Typhoon Warning Center (JTWC), dass sich das Auge des Taifuns 760 km südsüdwestlich der Insel Okinawa befand und der Taifun eine Ausdehnung von über 1000 km hatte. Der Taifun entwickelte zu diesem Zeitpunkt Spitzenwindgeschwindigkeiten von 250 km/h, in einzelnen Böen bis 305 km/h. Jelawat veränderte seine Zugrichtung von Nordwest auf Nordost in Richtung der japanischen Inseln. Auf den Philippinen kamen durch Jelawat drei Personen zu Tode und der Taifun verursachte schwere Überschwemmungen. Laut dem National Disaster Risk Reduction and Management Council waren 3096 Haushalte in nahezu allen Regionen der Philippinen betroffen. Bis zum Morgen des 28. Septembers konnte Jelawat den Kategorie-4-Status halten, bis er sich am Mittag dieses Tages in einen Taifun der Kategorie 3 abschwächte und am Abend des 28. Septembers über die Okinawa-Inseln zog. Am 29. September stufte das JTWC Jelawat in einen Kategorie-2-Taifun herab. Das Auge des Taifuns befand sich 260 km nordöstlich von Okinawa und bewegte sich mit 29 km/h in Richtung Nordost, dabei erzeugte er bis zu 10,5 Meter hohe Wellenberge. Am Abend des 29. Septembers schwächte sich Jelawat aufgrund seiner Zugrichtung nach Nordost und den kühleren Gewässern in einen Taifun der Kategorie 1 mit einem ungewöhnlich niedrigem Luftdruck von 945 hPa ab. Am 30. September stufte das JTWC den Taifun in einen tropischen Sturm zurück, bevor er über Japan an Land geht. Nur einen Tag später wurde Jelawat außertropisch. Das außertropische System von Jelawat wurde bis zu den Andreanof Islands verfolgt.

### Schwerer Tropischer Sturm Ewiniar
Früh am 22. September entstand westlich von Guam eine tropische Störung. Am folgenden Tag stufte die JMA die Störung zu einer tropischen Depression herauf. Am 24. September aktualisierte auch das JTWC das System zu einer tropischen Depression, als sie sich immer mehr organisierte. Weil der starke Taifun Jelawat westlich von der Depression lag, versperrte er den Abflusskanal, sodass sie sich zunächst nicht mehr weiterentwickeln konnte. Als sich die Depression spät am 24. September aber immer weiter von Jelawat entfernte und sich organisierte, stufte sowohl die JMA als auch das JTWC sie zu einem tropischen Sturm herauf. Dabei vergab die JMA den internationalen Namen Ewiniar. Im Laufe der nächsten beiden Tage entfernte sich Ewiniar immer weiter von Jelawat und konnte sich somit laut der JMA am 26. September zu einem schweren tropischen Sturm verstärken. An den nächsten 2 Tagen konnte sich Ewiniar aufgrund von Windscherung und seiner Position, die sich weit nördlich befand, nicht mehr weiterentwickeln und die JMA stufte Ewiniar am 29. September von einem Schweren tropischen Sturm in einen tropischen Sturm herab. Am 30. September wurde Ewiniar außertropisch.

### Schwerer Tropischer Sturm Maliksi
Am 27. September bildete sich eine tropische Störung in der Nähe des Chuuk-Atolls. Am 29. September aktualisierte die JMA die Störung zu einer tropischen Depression. Zwei Tage später, am 1. Oktober, stuften sowohl das JTWC als auch die JMA die Depression zu einem tropischen Sturm hoch und die JMA vergab den Namen Maliksi. Am 3. Oktober aktualisierte die JMA Maliksi zu einem Schweren tropischen Sturm, als er direkt über Iwo Jima zog. Kühlere Gewässer und starke Windscherung ließen Maliksi am 4. Oktober außertropisch werden.

### Schwerer Tropischer Sturm Gaemi (Marce)
Am 29. September berichtete die JMA, dass sich innerhalb eines Monsuntroges eine tropische Depression gebildet hatte. Als das System zu einer tropischen Depression aktualisiert wurde, befand es sich rund 745 km nordwestlich von Ho-Chi-Minh-Stadt. Im Laufe des nächsten Tages konnte sich die Depression immer mehr organisieren, als sie sich stationär westlich der Philippinen befand. Als das System am 1. Oktober eine gute Zirkulation bildete, aktualisierten sowohl die JMA als auch das JTWC es zu einem tropischen Sturm. Die JMA vergab dabei den internationalen Namen Gaemi. Zwei Tage später, am 3. Oktober, verstärkte sich Gaemi laut der JMA zu einem schweren tropischen Sturm, als er sich nur sehr langsam bewegte und immer noch quasi stationär westlich der Philippinen lag. Zu diesem Zeitpunkt herrschten um Gaemis Zirkulation herum starke Regenfälle, von denen jedoch keine Region direkt betroffen war. Lediglich auf den Philippinen brachte Gaemi moderate Regenfälle, als seine Regenbänder das Land streiften. Als Gaemi noch am selben Abend in den philippischen Verantwortungsbereich zog, vergab PAGASA den lokalen Namen Marce. Am folgenden Tag setzte moderate vertikale Windscherung aus dem Osten ein und schwächten Gaemi, sodass seine Zirkulation sich weitgehend auflöste und er sich in einen schwachen tropischen Sturm abschwächte. Um 07:00 Uhr UTC am 6. Oktober geht Gaemi als ein tropischer Sturm über Phú Yên an Land. Über Land verlor Gaemi schnell seine tropischen Eigenschaften und wurde am 7. Oktober über Kambodscha außertropisch. Die Reste von Gaemi verursachten über Thailand schwere Regenfälle und zogen am 9. Oktober in den Nordindik, um sich dort in die Depression BOB 01 zu regenerieren.

### Taifun Prapiroon (Nina)
Am 3. Oktober bildete sich über dem Westpazifik eine große tropische Welle. Früh am 5. Oktober aktualisierte die JMA die Welle zu einer tropischen Störung. Nur wenig später stufte die JMA die Störung nördlich von Guam zu einer tropischen Depression herauf. Am 7. Oktober aktualisierte die JMA die Depression zu einem tropischen Sturm und nannte diesen Prapiroon. Dies tat das JTWC wenig später auch. Als Prapiroon am 8. Oktober in den philippinischen Verantwortungsbereich zog, vergab PAGASA den lokalen Namen Nina. Später am selben Tag stufte die JMA Prapiroon zu einem Schweren tropischen Sturm herauf, als er sich immer besser organisierte und eine sehr gute Zirkulation bildete. Am 9. Oktober aktualisierte sowohl die JMA als auch das JTWC Prapiroon zu einem Taifun, zu diesem Zeitpunkt befand sich das Auge des Taifuns 910 km östlich der Gemeinde Aparri. In der Nacht zum 10. Oktober stufte das JTWC Prapiroon zu einem Taifun der Kategorie 2 herauf, da das System ein gut sichtbares Auge bildete. Das JTWC berichtete am 11. Oktober das Prapiroon Spitzenwindgeschwindigkeiten von 175 km/h, in einzelnen Windböen bis 215 km/h erreichte und sich das Auge des Taifuns 770 km südlich der Insel Okinawa befand. Die Ausläufer des Sturmes erreichten das nördliche Luzon, die Batanes-, Babuyan-Inseln und Taiwan. Der Taifun zog mit einer Vorwärtsgeschwindigkeit von 13 km/h in westnordwestlicher Richtung. Prapiroon drehte am 12. Oktober auf einen Nordostkurs und konnte sich am 12. Oktober um 0:00 Uhr zu einem Taifun der Kategorie 3 verstärken. Diesen Status hielt der Taifun aber nur kurzzeitig, denn nur 6 Stunden später meldete das JTWC die Abschwächung in einen Kategorie-2-Taifun. Nach dem Erreichen des Höhepunkts begann Prapiroon sich langsam abzuschwächen und das JTWC berichtete am Morgen des 13. Oktobers, dass sich das System in einen Kategorie-1-Taifun abgeschwächt hatte. Am 15. Oktober bewegte sich der Taifun einmal in alle Richtungen, als er eine kleine Schleife machte und ringförmige Strukturen zeigte. Am 16. Oktober stufte die JMA den Taifun zu einem schweren tropischen Sturm herab, als nach und nach schlechte Bedingungen auftraten. Nur kurz danach stufte auch das JTWC Prapiroon zu einem starken tropischen Sturm herab. Nach der Herabstufung blieb Prapiroon für 3 Tage noch ein tropischer Sturm, bis er sich am 19. Oktober in eine außertropische Zyklone transformierte.

### Schwerer Tropischer Sturm Maria
Am 13. Oktober berichtete die JMA, dass sich eine schwache tropische Depression gebildet habe; diese befand sich nach Angaben des JTWC zu diesem Zeitpunkt etwa 50 Seemeilen ostsüdöstlich von Pagan. Als es am 14. Oktober Richtung Westen zog, verstärkte es sich in den tropischen Sturm Maria. Maria setzte ihre rasche Entwicklung fort und verstärkte sich später zu einem schweren tropischen Sturm. Im Laufe der nächsten Tage sorgte Windscherung für eine rasche Abschwächung von Maria. Am Morgen des 20. Oktobers transformierte sich der Sturm in eine außertropische Zyklone und wurde am Abend desselben Tages von dem außertropischen Tief von Prapiroon absorbiert.

### Taifun Son-Tinh (Ofel)
Am 19. Oktober entstand eine tropische Störung südöstlich der Yap-Inseln. Zwei Tage später, am 21. Oktober, aktualisierte die JMA die Störung zu einer tropischen Depression. Am 22. Oktober stufte auch PAGASA das System zu einer tropischen Depression herauf und nannte diese Ofel. Zunächst konnte sich Ofel nur langsam entwickeln, bis das System am 23. Oktober eine Zirkulation zeigte und so von der JMA sowie dem JTWC zu einem tropischen Sturm aktualisiert wurde. Die JMA vergab dabei den internationalen Namen Son-Tinh. Son-Tinh erreichte bereits am folgenden Tag die Philippinen und ging über Leyte an Land und hatte deshalb keine Zeit sich weiterzuentwickeln. Über vielen kleinen philippinischen Inseln konnte sich Son-Tinh zunächst nicht mehr intensivieren. Als er am 25. Oktober jedoch das Südchinesische Meer erreichte, meldete die JMA rasch, dass sich Son-Tinh in einen Schweren tropischen Sturm verstärkt hatte. Der Sturm zog streng weiter Richtung Westen-Nordwesten und bildete dabei südöstlich von Hainan ein gut-sichtbares Auge, was sowohl das JTWC als auch die JMA dazu veranlasste, Son-Tinh zu einem Taifun heraufzustufen. Am 27. Oktober war der Sturm im Golf von Tonkin angekommen und verstärkte sich dort rapide in einen Kategorie-3-Taifun mit Höchstgeschwindigkeiten von 205 km/h. Son-Tinh schwächte sich aufgrund der Nähe zum Festland nach dem 24-stündigen Halten der Kategorie 3 am 28. Oktober um 12:00 Uhr UTC in einen Kategorie-2-Taifun ab. Mit Windgeschwindigkeiten von 165 km/h geht der Taifun am Nachmittag desselben Tages in der Nähe der nordvietnamesischen Stadt Hải Phòng an Land. Kurz darauf schwächte sich Son-Tinh in einen Taifun der Kategorie 1 ab. Nach der Abschwächung zu einem tropischen Sturm zog Son-Tinh immer weiter ins Festland hinein und löste sich am Morgen des 30. Oktobers auf.

### Tropische Depression 25W
Am 6. November entwickelte sich eine tropische Störung südlich der Marianen. Aufgrund starker Windscherung und anderer schlechter Bedingungen konnte sich die Störung zunächst nur sehr langsam organisieren, als sie sich der Philippinensee näherte. Am 11. November überquerte das System die Philippinen vollständig und erreichte am 12. November das Südchinesische Meer. Dort wurde die Störung am selben Tag 240 km nordnordwestlich von Kota Kinabalu, im Bundesstaat Sabah, Malaysia von der JMA in eine tropische Depression aktualisiert. Aufgrund von moderater vertikaler Windscherung konnte sich die tropische Depression nicht mehr entwickeln, erreichte aber am 14. November ihren Höhepunkt. Schon am folgenden Tag ging sie in der Nähe von Ho-Chi-Minh-Stadt an Land und löste sich daraufhin über Land auf.

### Taifun Bopha (Pablo)
Am 23. November stellte das JTWC fest, dass sich etwa 350 Seemeilen südlich von Pohnpei nur 0,6° nördlich des Äquators ein großes Gebiet von Konvektion gebildet hatte. Das System konnte sich über die nächsten Tage aufgrund warmer Wasseroberflächentemperaturen organisieren, sodass es am 25. November sowohl von der JMA als auch von der JTWC als tropisches Tiefdruckgebiet eingestuft wurde und vom JTWC gleichzeitig die Bezeichnung 26W erhielt. In den frühen Stunden des 26. November bildete sich über dem Zentrum in der Höhe ein Antizyklon mit fast radialer Ausströmung und geringer vertikaler Windscherung. Unter Einfluss dieses Antizyklons intensivierte sich das System stetig und erreichte am Ende des Tages die Stärke eines tropischen Sturms. Die JMA gab dem System deswegen den Namen Bopha.
Als am 27. November sich tiefe und starke Konvektion bildete, stufte auch das JTWC das System zu einem tropischen Sturm herauf.
Sich südlich von Bopha am Äquator bildende Gewitter sorgten für eine Verstärkung des Sturms und am 30. November hatte sich das System zu einem schweren tropischen Sturm verstärkt. Noch am selben Tag stellte das JTWC fest, dass Bopha ein Auge gebildet hatte und stufte den Sturm deshalb als Kategorie-1-Taifun ein. Zu diesem Zeitpunkt startete eine explosive Intensivierung, und Bopha erreichte nach der Methodik des JTWC nur 18 Stunden später, am 1. Dezember, die Intensität eines Kategorie-4-Taifuns. Diese Entwicklung erfolgte ungewöhnlich weit südlich, im Verlauf um den fünften nördlichen Breitengrad. Üblicherweise ist die Entwicklung tropischer Wirbelstürme in diesem Bereich stark eingeschränkt, weil die zur Entwicklung notwendige Corioliskraft nur gering ist. Am 2. Dezember erreichte Taifun Bopha mit Windgeschwindigkeiten von 250 km/h seinen vorläufigen Höhepunkt und erreichte etwa zu diesem Zeitpunkt den Verantwortungsbereich von PAGASA und bekam den lokalen Namen Pablo zugewiesen. In der Nacht auf den 3. Dezember schwächte sich Bopha unerwartet ab und war nur noch ein Kategorie-3-Taifun. Im Tagesverlauf des 3. Dezembers begann Bopha kurz vor dem Erreichen der philippinischen Insel Mindanao jedoch erneut eine gewaltige Intensivierung und verstärkte sich binnen 12 Stunden von einem Taifun der Kategorie 3 zu einem Taifun der Kategorie 5. Bopha war neben Sanba und Jelawat bereits der dritte Taifun im Jahr 2012, dem dies gelang. Am späten Abend desselben Tages ging Bopha mit Windgeschwindigkeiten von bis zu 210 km/h über Mindanao an Land und wurde so der stärkste Taifun, der dies jemals tat. Laut Behördenangaben wurden mindestens 546 Menschen getötet, Hunderte weitere gelten als vermisst. Die meisten Menschen kamen in der Provinz Compostela Valley auf der Ostseite der Insel Mindanao durch Sturzfluten ums Leben. Nachdem Bopha sich im Südchinesischen Meer von den südlichen Philippinen wegbewegte, schwächte er sich zu einem tropischen Sturm ab und drehte auf einen Nordkurs. Am 7. Dezember wurde Bopha in den Frühstunden jedoch wieder zu einem Taifun der Kategorie 1 und verstärkte sich nur 6 Stunden zu einem Kategorie-3-Taifun. Der Taifun bildete erneut ein gut sichtbares Auge und drehte allmählich auf einen nordöstlichen Kurs, der ihn an die Westküste Luzons führte. So schnell sich Bopha wieder intensivierte, so schwächte er sich aufgrund starker Windscherung auch wieder ab, sodass das JTWC und die JMA am 9. Dezember ihre letzte Warnungen veröffentlichten.

### Tropischer Sturm Wukong (Quinta)
Am 20. Dezember entstand südwestlich von Pohnpei eine tropische Störung. Die Störung verstärkte sich in den folgenden Tagen immer besser und wurde darum am 24. Dezember von der JMA, vom JTWC und vom PAGASA östlich von Mindanao zu einem tropischen Tiefdruckgebiet heraufgestuft. PAGASA vergab dabei den lokalen Namen Quinta. Kurz bevor das Tiefdruckgebiet am 25. Dezember die Philippinen erreichte, wurde es von der JMA sowie vom JTWC zum tropischen Sturm Wukong aktualisiert. Am 26. Dezember ging Wukong über Visayas an Land. Nach dem Landgang zog der Sturm über viele weiter philippinische Inseln und erreichte am 27. Dezember das Südchinesische Meer und schwächte sich dort in ein tropisches Tiefdruckgebiet ab, das sich bereits am folgenden Tag auflöste.

## Sturmnamen

### Internationale Namen
Tropische Wirbelstürme im westlichen Nordpazifik werden durch das zuständige Regional Specialized Meteorological Centre in Tokio der Japan Meteorological Agency benannt. Diese erhalten einen Namen, sobald sie die Stärke eines tropischen Sturmes erreichen. Die Namen entstammen der folgenden Liste; diese wird fortlaufend verwendet, es gibt also keine jährlich wechselnden Namenslisten wie im östlichen Nordpazifik oder im Atlantik. Die Namen wurden durch die 14 Mitgliedsstaaten des ESCAP/WMO Typhoon Committees vorgeschlagen. Jedes dieser Mitglieder hat jeweils zehn Namen eingereicht, die in alphabetischer Reihenfolge nach der englischen Schreibweise dieser Staaten sortiert vergeben werden.
| - Pakhar (1201) - Sanvu (1202) - Mawar (1203) | - Guchol (1204) - Talim (1205) - Doksuri (1206) | - Khanun (1207) - Vicente (1208) - Saola (1209) | - Damrey (1210) - Haikui (1211) - Kirogi (1212) | - Kai-tak (1213) - Tembin (1214) - Bolaven (1215) | - Sanba (1216) - Jelawat (1217) - Ewiniar (1218) | - Maliksi (1219) - Gaemi (1220) - Prapiroon (1221) | - Maria (1222) - Son-Tinh (1223) - Bopha (1224) |

### Philippinen
Die Philippine Atmospheric, Geophysical and Astronomical Services Administration (PAGASA) verwendet für tropische Systeme in ihrem Verantwortungsbereich ein eigenes Namensschema. Die Namenslisten von PAGASA werden alle vier Jahre wieder verwendet. Diese Namen werden für Systeme vergeben, die sich im Verantwortungsbereich von PAGASA zwischen 115° und 135° östlicher Länge und zwischen 5° und 25° nördlicher Breite bilden oder in dieses Gebiet hineinwandern. Sollte sich die Namensliste als nicht ausreichend erweisen, werden die Namen von einer Ersatzliste genommen. Dies ist dieselbe Liste, die auch in der Saison 2008 verwendet wurde. Nur Cosme und Frank wurden durch Carina und Ferdie ersetzt.
| - Ambo (1203) - Butchoy (1204) - Carina (1205) | - Dindo (1206) - Enteng (1207) - Ferdie (1208) | - Gener (1209) - Helen (1213) - Igme (1214) | - Julian (1215) - Karen (1216) - Lawin (1217) | - Marce (1220) - Nina (1221) - Ofel (1223) | - Pablo (1224) - Quinta (1225) |

### Streichung von Namen
PAGASA strich am 8. Dezember 2012 wegen der hohen Zahl der Todesopfer den Namen Pablo von der Liste der philippinischen Namen.

## Belege
1. ↑  Gary Padgett: Monthly Global Tropical Cyclone Summuary May 2003. Typhoon 2000, 17. August 2003, abgerufen am 31. Januar 2009 (englisch).
2. ↑  Taifun "Vicente": Mehr als hundert Verletzte in Hongkong bei Spiegel Online, 24. Juli 2012 (abgerufen am 25. Juli 2012).
3. ↑  Tödlicher Taifun in China: Millionen Menschen fliehen vor "Haikui" bei Spiegel Online, 8. August 2012 (abgerufen am 8. August 2012).
4. ↑  TWOCP Tropical Weather Outlook August 6, 2012 06z. Central Pacific Hurricane Center, archiviert vom Original (nicht mehr online verfügbar) am 9. Dezember 2011; abgerufen am 18. August 2012 (englisch).  Info: Der Archivlink wurde automatisch eingesetzt und noch nicht geprüft. Bitte prüfe Original- und Archivlink gemäß Anleitung und entferne dann diesen Hinweis.
5. ↑  JMA WWJP25 Warning and Summary August 9, 2012 00z. Japan Meteorological Agency, archiviert vom Original (nicht mehr online verfügbar) am 21. Februar 2013; abgerufen am 18. August 2012 (englisch).  Info: Der Archivlink wurde automatisch eingesetzt und noch nicht geprüft. Bitte prüfe Original- und Archivlink gemäß Anleitung und entferne dann diesen Hinweis.
6. ↑  Tropical Cyclone Formation Alert Cancellation. Joint Typhoon Warning Center, archiviert vom Original (nicht mehr online verfügbar) am 22. Oktober 2013; abgerufen am 18. August 2012 (englisch).  Info: Der Archivlink wurde automatisch eingesetzt und noch nicht geprüft. Bitte prüfe Original- und Archivlink gemäß Anleitung und entferne dann diesen Hinweis.
7. ↑  Angaben des Earthobservatory Typhoon Jelawat
8. ↑  GMA NEWS zum Taifun Jelawat
9. ↑  Angaben des U.S. Navy’s Joint Typhoon Warning Center (JTWC) am 29. September 2012
10. ↑  Angaben des Earthobservatory zu Taifun Prapiroon
11. ↑  GMA NEWS mit Angaben des PAGASA
12. ↑  JMA WWJP25 Warning and Summary October 13, 2012 00z. Japan Meteorological Agency, archiviert vom Original (nicht mehr online verfügbar) am 21. Februar 2013; abgerufen am 13. Oktober 2012 (englisch).  Info: Der Archivlink wurde automatisch eingesetzt und noch nicht geprüft. Bitte prüfe Original- und Archivlink gemäß Anleitung und entferne dann diesen Hinweis.
13. ↑  Significant Tropical Weather Advisory for the Western and South Pacific Ocean October 13, 2012 06z. Joint Typhoon Warning Centre, archiviert vom Original (nicht mehr online verfügbar) am 23. Oktober 2011; abgerufen am 13. Oktober 2012 (englisch).  Info: Der Archivlink wurde automatisch eingesetzt und noch nicht geprüft. Bitte prüfe Original- und Archivlink gemäß Anleitung und entferne dann diesen Hinweis.
14. ↑  Significant Tropical Weather Advisory for the Western and South Pacific Ocean November 23, 2012 08z. Joint Typhoon Warning Centre, archiviert vom Original (nicht mehr online verfügbar); abgerufen am 23. November 2012 (englisch).
15. ↑  Tropical Cyclone Formation Alert. Joint Typhoon Warning Center, archiviert vom Original (nicht mehr online verfügbar) am 21. September 2012; abgerufen am 25. November 2012 (englisch).  Info: Der Archivlink wurde automatisch eingesetzt und noch nicht geprüft. Bitte prüfe Original- und Archivlink gemäß Anleitung und entferne dann diesen Hinweis.
16. ↑  TD analysis. In: Tropical Cyclone Advisory 251800. Japan Meteorological Agency, 25. November 2012, archiviert vom Original (nicht mehr online verfügbar); abgerufen am 3. Dezember 2012 (englisch).
17. ↑  Tropical Depression 26W (Twenty-Six) Prognostic Reasoning Nr. 001. Joint Typhoon Warning Center, 25. November 2012, archiviert vom Original (nicht mehr online verfügbar); abgerufen am 26. November 2012 (englisch).
18. ↑  Joint Typhoon Warning Center: Prognostic Reasoning for Tropical Cyclone Warning 002 – Tropical Storm Bopha. National Oceanic and Atmospheric Administration, archiviert vom Original (nicht mehr online verfügbar); abgerufen am 26. November 2012 (englisch).
19. ↑  Japan Meteorological Agency: TS 1224 BOPHA (1224) upgraded from TD analysis. In: Tropical Cyclone Advisory 261800. United States Navy, 26. November 2012, archiviert vom Original (nicht mehr online verfügbar); abgerufen am 27. November 2012 (englisch).
20. ↑  Prognostic Reasoning for Tropical Cyclone Warning 006 – Tropical Storm Bopha. National Oceanic and Atmospheric Administration, 27. November 2012, archiviert vom Original (nicht mehr online verfügbar); abgerufen am 27. November 2012 (englisch).
21. ↑  Philippinen: Mehr als 270 Tote nach Taifun "Bopha" bei Spiegel Online, 5. Dezember 2012 (abgerufen am 5. Dezember 2012).
22. ↑  Gary Padgett: Monthly Tropical Cyclone summary December 1999. Australian Severe Weather, abgerufen am 20. April 2008 (englisch).
23. ↑  Tropical Cyclone names. JMA, abgerufen am 20. April 2008 (englisch).
24. ↑  Philippine Tropical cyclone names. Philippine Atmospheric, Geophysical and Astronomical Services Administration, 22. September 2010, archiviert vom Original (nicht mehr online verfügbar) am 30. Oktober 2009; abgerufen am 23. September 2010 (englisch).  Info: Der Archivlink wurde automatisch eingesetzt und noch nicht geprüft. Bitte prüfe Original- und Archivlink gemäß Anleitung und entferne dann diesen Hinweis.
25. ↑  Pagasa retires '&#152;Pablo' from list of names for storms (Memento des Originals vom 13. Dezember 2012 im Internet Archive)  Info: Der Archivlink wurde automatisch eingesetzt und noch nicht geprüft. Bitte prüfe Original- und Archivlink gemäß Anleitung und entferne dann diesen Hinweis.